# Jenny Solin
Jenny Solin  (* 1. Juli 1996) ist eine schwedische Skilangläuferin.

## Werdegang
Solin, die für den Sollefteå Skidor IF startet, lief im Januar 2013 in Östersund ihre ersten Rennen im Scandinavian Cup und belegte dabei den 105. Platz im Sprint und den 101. Platz über 10 km Freistil. Bei den Nordischen Junioren-Skiweltmeisterschaften 2016 in Râșnov gewann sie die Bronzemedaille im Sprint und die Goldmedaille mit der Staffel. Zudem errang sie den 27. Platz über 10 km Freistil. Im März 2016 wurde sie bei den schwedischen Junioren-Meisterschaften Zweite im Sprint. Im Skilanglauf-Weltcup debütierte sie im Januar 2017 in Ulricehamn und kam dabei auf den 57. Platz über 10 km Freistil. Im folgenden Monat holte sie in Pyeongchang mit dem 20. Platz im Sprint und im Skiathlon ihre ersten Weltcuppunkte.